# Tamanar
Tamanar (arabiska: تمنار) är en stad i Marocko. Den ligger i provinsen Essaouira och regionen Marrakech-Safi, 400 km sydväst om huvudstaden Rabat. Antalet invånare var 10 584 vid folkräkningen 2014.